# Dubai Tennis Championships 2025 - Qualificazioni singolare femminile
Le qualificazioni del singolare femminile del Dubai Tennis Championships 2025 sono un torneo di tennis preliminare per accedere alla fase finale della manifestazione disputate il 14 e 15 febbraio 2025. Le vincitrici dell'ultimo turno sono entrate di diritto nel tabellone principale. In caso di ritiro di una o più giocatrici aventi diritto a queste sono subentrate le lucky loser, ossia le giocatrici che hanno perso nell'ultimo turno ma che avevano una classifica più alta rispetto alle altre partecipanti che avevano comunque perso nel turno finale.

## Teste di serie
1. Ashlyn Krueger (ultimo turno)
2. Yuan Yue (ultimo turno)
3. Veronika Kudermetova (qualificata)
4. Kateřina Siniaková (qualificata)
5. Lucia Bronzetti (primo turno)
6. Polina Kudermetova (primo turno)
7. Ann Li (primo turno, ritirata)
8. Viktorija Tomova (primo turno, ritirata)

1. Moyuka Uchijima (qualificata)
2. Suzan Lamens (qualificata)
3. Renata Zarazúa (primo turno)
4. Kamilla Rachimova (ultimo turno)
5. Bernarda Pera (ultimo turno)
6. Irina-Camelia Begu (qualificata)
7. Taylor Townsend (primo turno)
8. Jaqueline Cristian (ultimo turno)

## Qualificate
1. Aoi Itō
2. Irina-Camelia Begu
3. Veronika Kudermetova
4. Kateřina Siniaková

1. Suzan Lamens
2. Alycia Parks
3. Eva Lys
4. Moyuka Uchijima

## Tabellone

### Legenda
| - Q = Qualificato - WC = Wild card - LL = Lucky loser | - ALT = Alternate - SE = Special Exempt - PR = Protected Ranking | - w/o = Walkover - r = Ritirato - d = Squalificato |

### Sezione 1
|  | Primo turno | Primo turno     | Primo turno     | Primo turno | Primo turno |  |  | Ultimo turno | Ultimo turno   | Ultimo turno   | Ultimo turno | Ultimo turno |  |
|  |             |                 |                 |             |             |  |  |              |                |                |              |              |  |
|  | 1           | Ashlyn Krueger  | Ashlyn Krueger  | 6           | 7           |  |  |              |                |                |              |              |  |
|  |             | Jule Niemeier   | Jule Niemeier   | 4           | 5           |  |  | 1            | Ashlyn Krueger | Ashlyn Krueger | 5            | 2            |  |
|  |             | Aoi Itō         | Aoi Itō         | 6           | 6           |  |  |              | Aoi Itō        | Aoi Itō        | 7            | 6            |  |
|  | 15          | Taylor Townsend | Taylor Townsend | 3           | 4           |  |  |              |                |                |              |              |  |

### Sezione 2
|  | Primo turno | Primo turno        | Primo turno        | Primo turno | Primo turno |  |  | Ultimo turno | Ultimo turno       | Ultimo turno       | Ultimo turno | Ultimo turno |  |
|  |             |                    |                    |             |             |  |  |              |                    |                    |              |              |  |
|  | 2           | Yuan Yue           | Yuan Yue           | 6           | 6           |  |  |              |                    |                    |              |              |  |
|  |             | Cristina Bucșa     | Cristina Bucșa     | 3           | 1           |  |  | 2            | Yuan Yue           | Yuan Yue           | 5            | 4            |  |
|  | WC          | Leah Baroudi       | Leah Baroudi       | 1           | 1           |  |  | 14           | Irina-Camelia Begu | Irina-Camelia Begu | 7            | 6            |  |
|  | 14          | Irina-Camelia Begu | Irina-Camelia Begu | 6           | 6           |  |  |              |                    |                    |              |              |  |

### Sezione 3
|  | Primo turno | Primo turno          | Primo turno          | Primo turno | Primo turno |  |  | Ultimo turno | Ultimo turno         | Ultimo turno         | Ultimo turno | Ultimo turno |  |
|  |             |                      |                      |             |             |  |  |              |                      |                      |              |              |  |
|  | 3           | Veronika Kudermetova | Veronika Kudermetova | 7           | 6           |  |  |              |                      |                      |              |              |  |
|  |             | Chloé Paquet         | Chloé Paquet         | 64          | 4           |  |  | 3            | Veronika Kudermetova | Veronika Kudermetova | 6            | 7            |  |
|  | WC          | Celine Simunyu       | 6                    | 3           |             |  |  | WC           | Celine Simunyu       | Celine Simunyu       | 2            | 5            |  |
|  | 11          | Renata Zarazúa       | 4                    | 0           | r           |  |  |              |                      |                      |              |              |  |

### Sezione 4
|  | Primo turno | Primo turno         | Primo turno         | Primo turno | Primo turno |  |  | Ultimo turno | Ultimo turno       | Ultimo turno       | Ultimo turno | Ultimo turno |  |
|  |             |                     |                     |             |             |  |  |              |                    |                    |              |              |  |
|  | 4           | Kateřina Siniaková  | Kateřina Siniaková  | 6           | 6           |  |  |              |                    |                    |              |              |  |
|  | WC          | Kristina Mladenovic | Kristina Mladenovic | 4           | 0           |  |  | 4            | Kateřina Siniaková | Kateřina Siniaková | 6            | 6            |  |
|  |             | Elena-Gabriela Ruse | 6                   | 2           | 1           |  |  | 16           | Jaqueline Cristian | Jaqueline Cristian | 3            | 2            |  |
|  | 16          | Jaqueline Cristian  | 2                   | 6           | 6           |  |  |              |                    |                    |              |              |  |

### Sezione 5
|  | Primo turno | Primo turno     | Primo turno     | Primo turno | Primo turno |  |  | Ultimo turno | Ultimo turno | Ultimo turno | Ultimo turno | Ultimo turno |  |
|  |             |                 |                 |             |             |  |  |              |              |              |              |              |  |
|  | 5           | Lucia Bronzetti | Lucia Bronzetti | 1           | 2           |  |  |              |              |              |              |              |  |
|  | WC          | Zhang Shuai     | Zhang Shuai     | 6           | 6           |  |  | WC           | Zhang Shuai  | Zhang Shuai  | 2            | 1            |  |
|  |             | Daria Saville   | 3               | 6           | 3           |  |  | 10           | Suzan Lamens | Suzan Lamens | 6            | 6            |  |
|  | 10          | Suzan Lamens    | 6               | 3           | 6           |  |  |              |              |              |              |              |  |

### Sezione 6
|  | Primo turno | Primo turno         | Primo turno         | Primo turno | Primo turno |  |  | Ultimo turno | Ultimo turno  | Ultimo turno  | Ultimo turno | Ultimo turno |  |
|  |             |                     |                     |             |             |  |  |              |               |               |              |              |  |
|  | 6           | Polina Kudermetova  | Polina Kudermetova  | 5           | 3           |  |  |              |               |               |              |              |  |
|  |             | Alycia Parks        | Alycia Parks        | 7           | 6           |  |  |              | Alycia Parks  | Alycia Parks  | 6            | 7            |  |
|  | PR          | Ysaline Bonaventure | Ysaline Bonaventure | 2           | 2           |  |  | 14           | Bernarda Pera | Bernarda Pera | 3            | 5            |  |
|  | 13          | Bernarda Pera       | Bernarda Pera       | 6           | 6           |  |  |              |               |               |              |              |  |

### Sezione 7
|  | Primo turno | Primo turno       | Primo turno       | Primo turno | Primo turno |  |  | Ultimo turno | Ultimo turno      | Ultimo turno      | Ultimo turno | Ultimo turno |  |
|  |             |                   |                   |             |             |  |  |              |                   |                   |              |              |  |
|  | 7           | Ann Li            | 6                 | 1           | 0r          |  |  |              |                   |                   |              |              |  |
|  |             | Eva Lys           | 4                 | 6           | 2           |  |  |              | Eva Lys           | Eva Lys           | 6            | 6            |  |
|  |             | Darja Semeņistaja | Darja Semeņistaja | 1           | 0           |  |  | 12           | Kamilla Rachimova | Kamilla Rachimova | 1            | 3            |  |
|  | 12          | Kamilla Rachimova | Kamilla Rachimova | 6           | 6           |  |  |              |                   |                   |              |              |  |

### Sezione 8
|  | Primo turno | Primo turno          | Primo turno     | Primo turno | Primo turno |  |  | Ultimo turno | Ultimo turno         | Ultimo turno | Ultimo turno | Ultimo turno |  |
|  |             |                      |                 |             |             |  |  |              |                      |              |              |              |  |
|  | 8           | Viktorija Tomova     | 4               | 2           | r           |  |  |              |                      |              |              |              |  |
|  |             | Anastasija Zacharova | 6               | 4           |             |  |  |              | Anastasija Zacharova | 63           | 6            | 4            |  |
|  |             | Arantxa Rus          | Arantxa Rus     | 4           | 2           |  |  | 9            | Moyuka Uchijima      | 7            | 4            | 6            |  |
|  | 9           | Moyuka Uchijima      | Moyuka Uchijima | 6           | 6           |  |  |              |                      |              |              |              |  |